# Tragelaphus eurycerus
Il bongo (Tragelaphus eurycerus Ogilby, 1837) è un'antilope delle foreste pluviali, prevalentemente notturno, originario dell'Africa centrale, orientale ed occidentale. 
I bongo sono caratterizzati da un mantello bruno-rossastro, macchie bianche e nere, strisce bianco-gialle e lunghe corna leggermente a spirale. Il bongo è l'unica specie del genere Tragelaphus in cui entrambi i sessi hanno le corna. Hanno un comportamento sociale complesso e abitano la fitta foresta pluviale africana. Sono la terza antilope più grande del mondo.
Nel 2000, l'Associazione degli zoo e degli acquari degli Stati Uniti (AZA) aggiunse il bongo al Piano di Sopravvivenza delle Specie (Species Survival Plan), e nel 2006 il progetto Bongo Restoration to Mount Kenya venne aggiunto nella lista dei dieci migliori progetti di successo sulla conservazione della fauna selvatica dell'anno. Tuttavia, nel 2013, sembra che questi successi siano stati compromessi da alcune segnalazioni che riferirebbero la presenza di soli 100 bongo orientali rimasti in natura a causa del disboscamento e del bracconaggio.

## Tassonomia
Il bongo venne descritto per la prima volta dal naturalista irlandese William Ogilby, nel 1837, conferendogli il nome scientifico Tragelaphus eurycerus, assegnandolo quindi al genere Tragelaphus, all'interno della famiglia Bovidae. Il nome generico Tragelaphus è composto da due parole greche: trag-, che significa "capra"; e elaphos, che significa "cervo". Il nome specifico, eurycerus, invece, ha origine dalla fusione delle parole eurus ossia "ampio" o "diffuso", e keras ossia "corno" o "cornuto". Il nome comune "bongo" ha, probabilmente, avuto origine dalla lingua kele del Gabon. Il primo uso noto del nome "bongo" in inglese risale al 1861. Questa specie appartiene al sottogenere boocerus, da alcuni studiosi ritenuto un genere a sé stante.
I bongo sono ulteriormente classificati in due sottospecie:
- Tragelaphus eurycerus eurycerus, il bongo occidentale o di pianura, è la sottospecie nominale originaria dell'Africa occidentale. Questa sottospecie affronta un continuo declino a causa della distruzione dell'habitat e del bracconaggio, per questo gli Antelope Specialist Group dell'IUCN considera questa sottospecie prossima alla minaccia, nella scala dello stato di conservazione;[2]
- T. e. isaaci, il bongo orientale o di montagna, del Kenya, ha un mantello ancora più vivace di quello di T. e. eurycerus. Il bongo di montagna si trova allo stato selvatico solo in alcune regioni montuose del Kenya centrale. Questa sottospecie è classificata dagli Antelope Specialist Group dell'IUCN come in pericolo critico, con meno individui in natura che in cattività (dove si riproduce con più successo);[5]

Sono state descritte anche altre due sottospecie dall'Africa occidentale e centrale, ma è necessario un chiarimento tassonomico.

## Descrizione
I bongo sono una delle più grandi antilopi della foresta. Gli esemplari adulti di entrambi i sessi hanno dimensioni simili, con un'altezza al garrese di circa 1,1-1,3 metri (3,6-4,3 piedi), ed una lunghezza di 2,15-3,15 metri (7,1-10,3 piedi), compresa la coda di 45-65 centimetri (18-26 pollici). Le femmine pesano circa 150-235 kg (331-518 libbre), mentre i maschi possono raggiungere anche i 220-405 kg (485-893 libbre). Le sue grandi dimensioni lo collocano come il terzo membro più grande degli Strepsicerotini (una sottofamiglia di Bovidae), dietro l'eland comune e l'eland gigante di circa 300 kg (660 libbre), e seguito dal kudu maggiore di circa 40 kg (88 libbre).

### Mantello

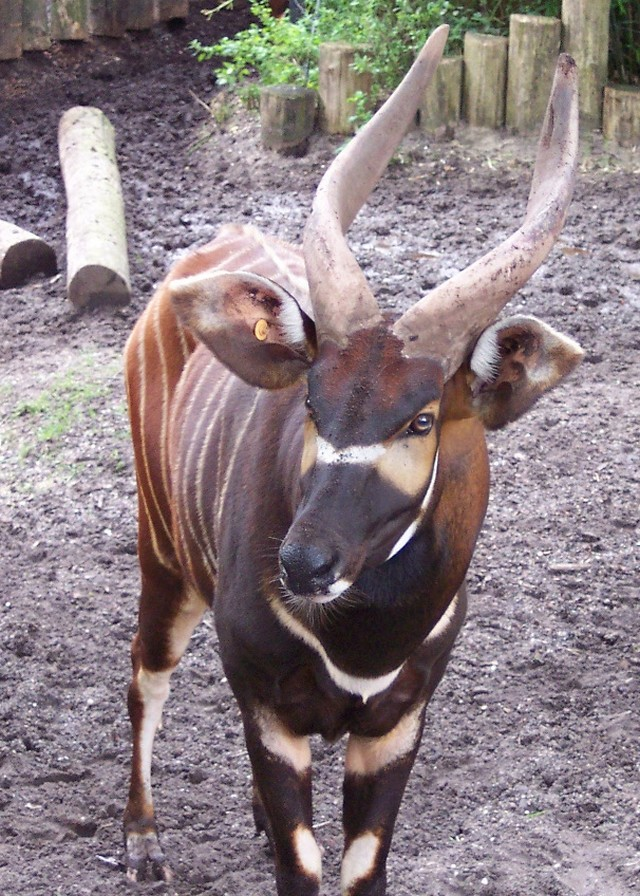
Mantello del bongo orientale

Il bongo sfoggia un mantello ramato o castano brillante, con il collo, il petto e le zampe generalmente più scuri del resto del corpo. Il mantello dei maschi diventa più scuro man mano che invecchiano fino a raggiungere un colore mogano o marrone scuro. Il mantello delle femmine è generalmente più colorato di quello dei maschi. Il bongo orientale è più scuro rispetto alla sottospecie occidentale, specialmente nei maschi più anziani che tendono ad essere castani, specialmente sulla parte anteriore del corpo.
La pigmentazione del mantello è piuttosto volatile abbandonando il mantello abbastanza facilmente; rapporti aneddotici suggeriscono che la pioggia che scorre sul mantello di un bongo può tingersi di rosso per via del pigmento del pelo. Il mantello liscio dell'animale è contrassegnato da 10-15 sottili strisce verticali bianco-gialle, distribuite lungo il dorso dalla base del collo alla groppa. Il numero di strisce su ciascun lato è raramente lo stesso. Lungo tutta la schiena dell'animale corre una corta criniera.
Il volto presenta due grandi macchie bianche che circondano gli occhi incontrandosi sul muso, più una macchia bianca più piccola su ciascuna guancia. Sotto il collo è presente un'altra macchia molto allungata che cinge il collo dell'animale. Le labbra di queste antilopi sono bianche, mentre il resto del muso è più scuro. Il mantello varia da animale ad animale ed è probabilmente usato da questi animali per identificarsi e riconoscersi tra di loro nel fitto della foresta pluviale.

### Corna

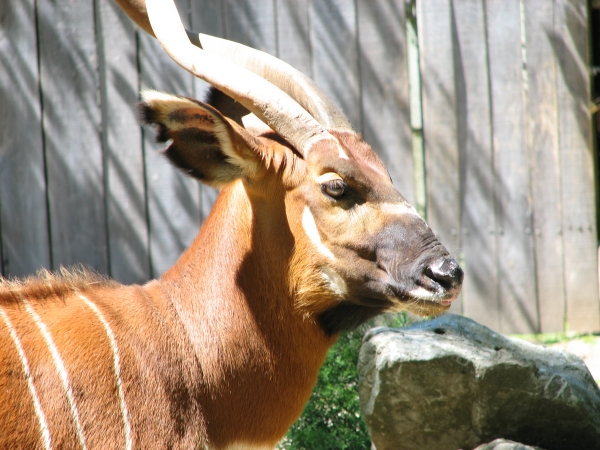
Corna del bongo orientale

I bongo presentano due corna massicce e leggermente a spirale che pendono sulla schiena e, come in molte altre specie di antilopi, sia i maschi che le femmine hanno le corna. Tuttavia, i bongo sono gli unici rappresentanti del genere Tragelaphus in cui entrambi i sessi hanno le corna. Le corna dei bongo hanno la forma di una lira e sono simili a quelle di specie correlate, come nyala, sitatunga, tragefali, kudu ed eland.
A differenza dei cervi, che hanno palchi ramificate che cadono e ricrescono ogni anno, i bongo, come tutti gli antilopi, hanno corna appuntite composte da un singolo corpo principale che mantengono per tutta la vita. I maschi hanno enormi corna leggermente arricciate, mentre le femmine hanno corna più piccole, sottili e parallele. La loro lunghezza varia dai 75 ai 99 centimetri (29,5-39 pollici). Le corna di entrambi i sessi compiono un solo giro su se stesse. Come per tutti i bovidi, le corna del bongo sono composte da un nucleo osseo e da uno strato esterno ben più lungo composto da cheratina. Nonostante le grandi corna, questi animali si aggirano con facilità nelle fitte foreste, inclinando indietro il capo, in modo che le corna rimangano parallele al corpo ed impedendo che possano impigliarsi nella vegetazione.

## Biologia e alimentazione

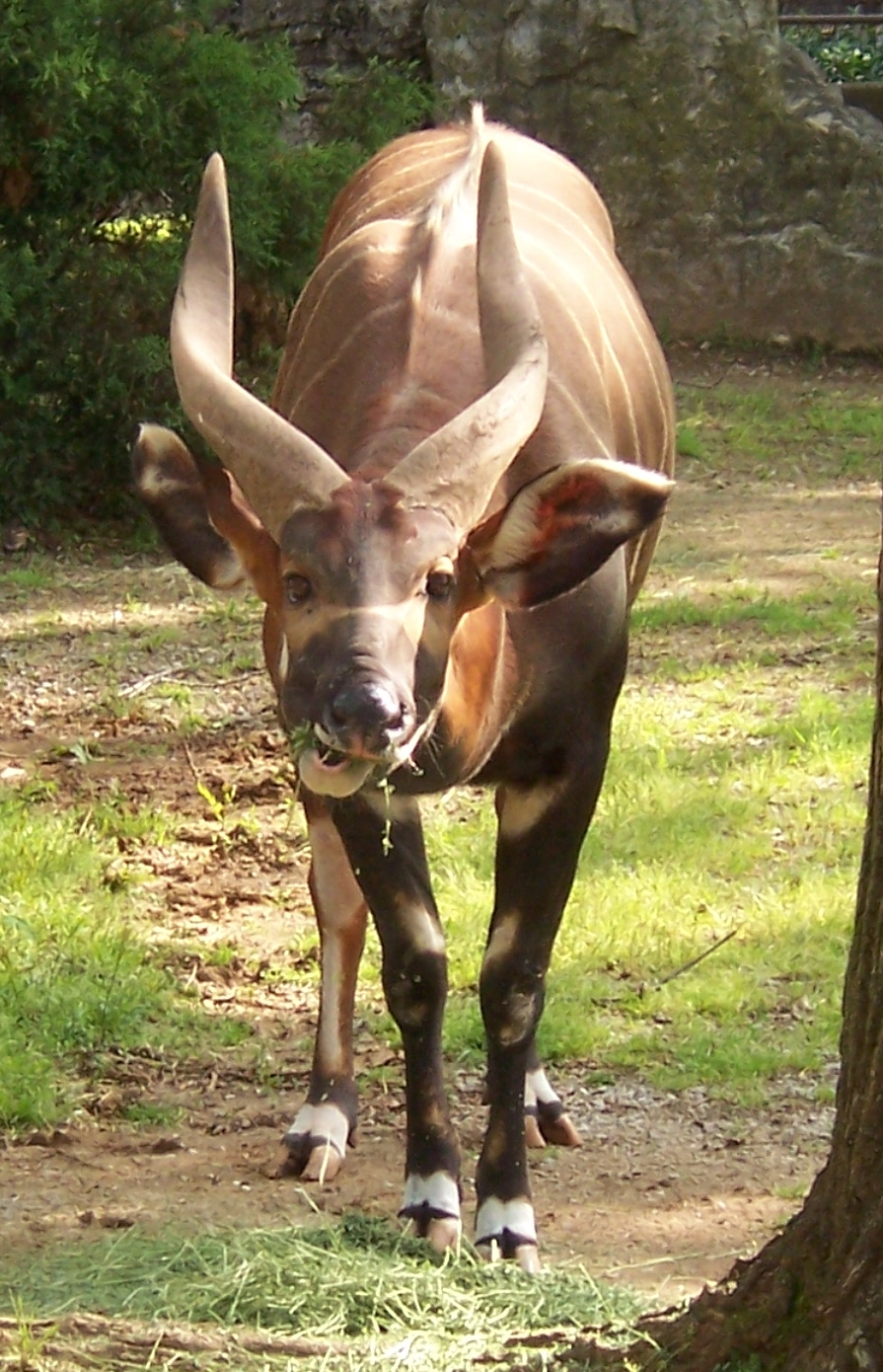
Un maschio mentre mangia erba, al Louisville Zoo

Come gli altri ungulati della foresta, i bongo sono raramente visti in grandi gruppi. I maschi, tendono ad essere solitari, mentre le femmine con i giovani vivono in gruppi da sei a otto, e che raramente superano i 20 individui. Sebbene siano per lo più notturni, possono essere talvolta osservati anche durante il giorno, e durante le ore crepuscolari. I bongo sono animali timidi e si spaventano facilmente; quando si sentono minacciati o vengono spaventati, fuggono a tutta velocità verso zone più riparate, rifugiandosi nel fitto sottobosco delle foreste. Una volta che si sentono al sicuro, rimarranno comunque all'erta controllando sempre nella direzione del pericolo. I bongo non hanno ghiandole di secrezione speciali, quindi fanno meno affidamento sull'odore per trovarsi l'un l'altro rispetto ad altre antilopi simili.
Quando è in difficoltà, il bongo emette un belato. Utilizza un numero limitato di vocalizzazioni, principalmente grugniti e sbuffi; le femmine emettono un debole richiamo per comunicare con i loro cuccioli. Tra gli animali in grado di dare la caccia ai bongo vi sono leopardi, iene e leoni; ad essi si devono poi aggiungere i pitoni, capaci di uccidere i giovani bonghi.

### Dieta
I bongo sono erbivori e si nutrono di foglie, cespugli, liane, corteccia e l'interno degli alberi in decomposizione, erbe, radici, cereali e frutti.
Questi animali integrano nella loro dieta anche il sale e sono noti per visitare regolarmente particolari zone della giungla in cui il sale affiora dal terreno. L'esame delle feci di alcuni esemplari ha rivelato che questi animali ingeriscono anche il carbone degli alberi bruciati dai fulmini. Si ritiene che questo comportamento sia un mezzo per introdurre sali e minerali nella loro dieta. Questo comportamento è stato osservato anche negli okapi. Come l'okapi, il bongo usa la sua lunga lingua prensile per afferrare erbe e foglie.
Gli habitat ideali per i bongo sono le fitte foreste ricche di grandi specchi d'acqua permanente. Essendo un animale di grandi dimensioni, il bongo richiede una grande quantità di cibo ed è limitato alle aree con un'abbondante crescita di vegetazione e arbusti bassi tutto l'anno.

### Riproduzione

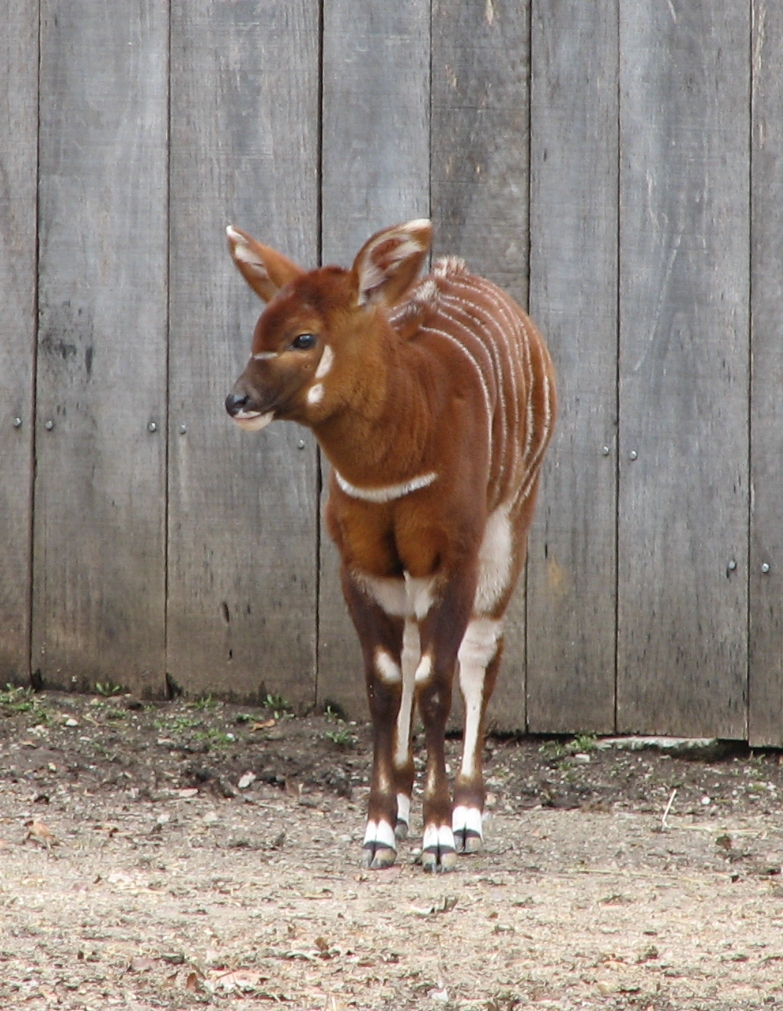
Un cucciolo di bongo orientale, al Louisville Zoo

Man mano che i giovani maschi crescono lasciano i loro gruppi materni, rimanendo perlopiù solitari, anche se in rare occasioni possono riunirsi in piccoli gruppi o decidere di seguire i maschi più grandi. I maschi adulti di taglia ed età simili tendono a evitarsi l'un l'altro. Quando due maschi si incontrano raramente si affrontano seriamente, cercando invece di intimorire l'avversario gonfiando il collo, alzano la testa e tenendo le corna in posizione verticale mentre camminano lentamente avanti e indietro davanti all'altro maschio. I maschi si riuniscono con le femmine solo durante il periodo dell'accoppiamento. Dopo l'accoppiamento, i maschi ritornano al loro stile di vita solitario, mentre il gruppo delle femmine si prende cura dei piccoli.
La gestazione dura circa 285 giorni (9,5 mesi), partorendo un singolo cucciolo alla volta, che verrà svezzato entro i primi sei mesi. Le femmine preferiscono utilizzare terreni di parto tradizionali limitati a determinate aree, mentre i cuccioli appena nati giacciono nascosti per una settimana o più nel fitto fogliame del sottobosco, ricevendo brevi visite dalla madre per allattare. I cuccioli crescono rapidamente e possono presto accompagnare la madre mentre cerca il cibo, e riunendosi con lei al gruppo delle femmine con gli altri cuccioli. Anche le corna crescono rapidamente e iniziano a mostrarsi già a 3,5 mesi. La maturità sessuale avviene intorno ai 24–27 mesi. Questi animali vivono fino a 19 anni.

## Distribuzione e habitat

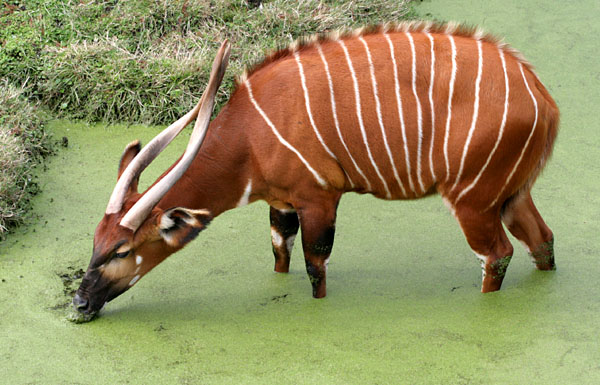
Un bongo mentre beve in una palude

L'habitat preferito da questa specie è così denso e difficile da operare, che pochi europei o americani hanno osservato questa specie fino agli anni '60. I bongo vivono nelle giungle tropicali con un fitto sottobosco fino ad un'altitudine di 4.000 metri (13.000 piedi) in Africa centrale, con popolazioni isolate in Kenya e popolazioni più stabili in Camerun, Repubblica Centrafricana, Repubblica del Congo, Repubblica Democratica del Congo, Costa d'Avorio, Guinea Equatoriale, Gabon, Ghana, Guinea, Liberia, Sierra Leone e Sud Sudan nell'Africa occidentale.
Storicamente, i bonghi si trovavano in tre parti disgiunte dell'Africa: orientale, centrale e occidentale. Oggi, le dimensioni di tutte e tre le popolazioni si sono ridotte a causa del disboscamento per far spazio all'agricoltura e per il taglio incontrollato del legname, nonché per la caccia per il mercato della bushmeat.
L'habitat favorito dai bongo sono le foreste in ricrescita che forniscono una vegetazione verde fresca e bassa. Tali habitat possono essere favoriti dal passaggio di grandi animali come gli elefanti, incendi, inondazioni, abbattimenti degli alberi (naturale o mediante disboscamento). La moria delle foreste di bambù fornisce l'habitat ideale per i bongo nell'Africa orientale. Possono vivere anche nelle foreste di bambù in salute.

## Conservazione

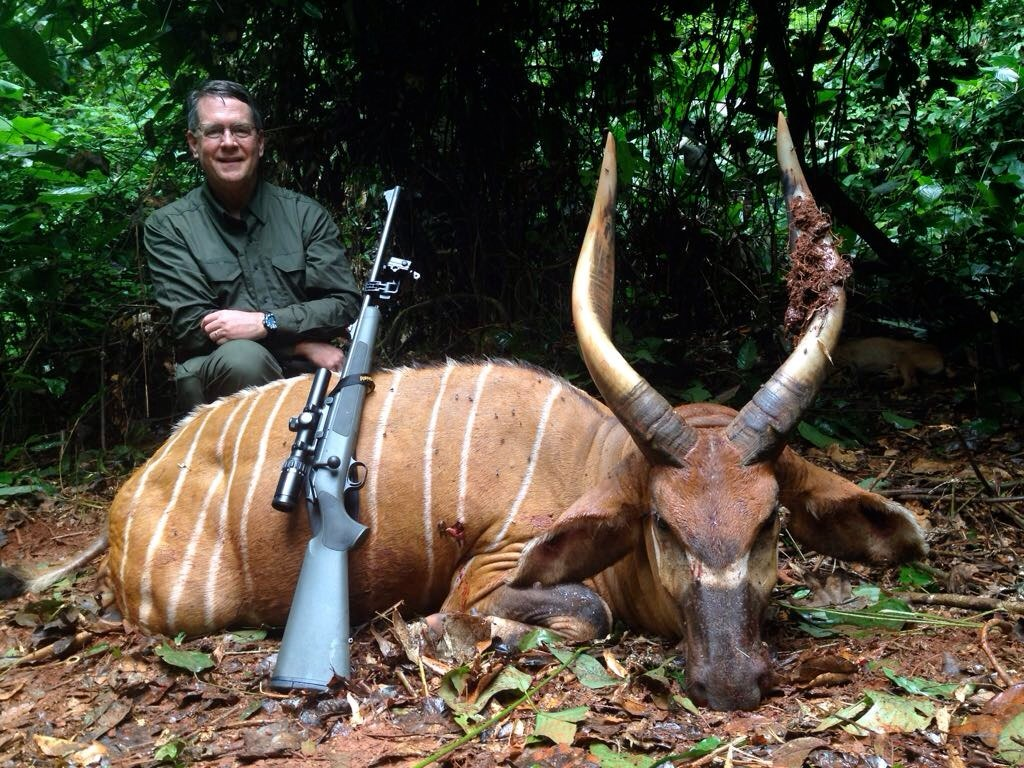
Cacciatore con un bongo appena ucciso, in una riserva di caccia nel Camerun

L'Antelope Specialist Group dell'IUCN ha classificato il bongo occidentale o di pianura (T. e. eurycerus) come una specie prossima alla minaccia, mentre il bongo orientale o di montagna (T. e. isaaci), del Kenya, è classificato come una specie in pericolo critico. Questi animali sono minacciati soprattutto dall'azione dell'uomo sul loro habitat, come la caccia illegale per il mercato della bushmeat e le azioni di disboscamento illegali.
La CITES elenca i bongo come specie dell'Appendice III, regolando solo la loro esportazione da un singolo paese, il Ghana. Non è protetto dallo US Endangered Species Act e non è elencato dall'USFWS.
Tutti i bonghi in cattività provengono dalle montagne isolate di Aberdare, nel Kenya centrale.

### Popolazione e minacce

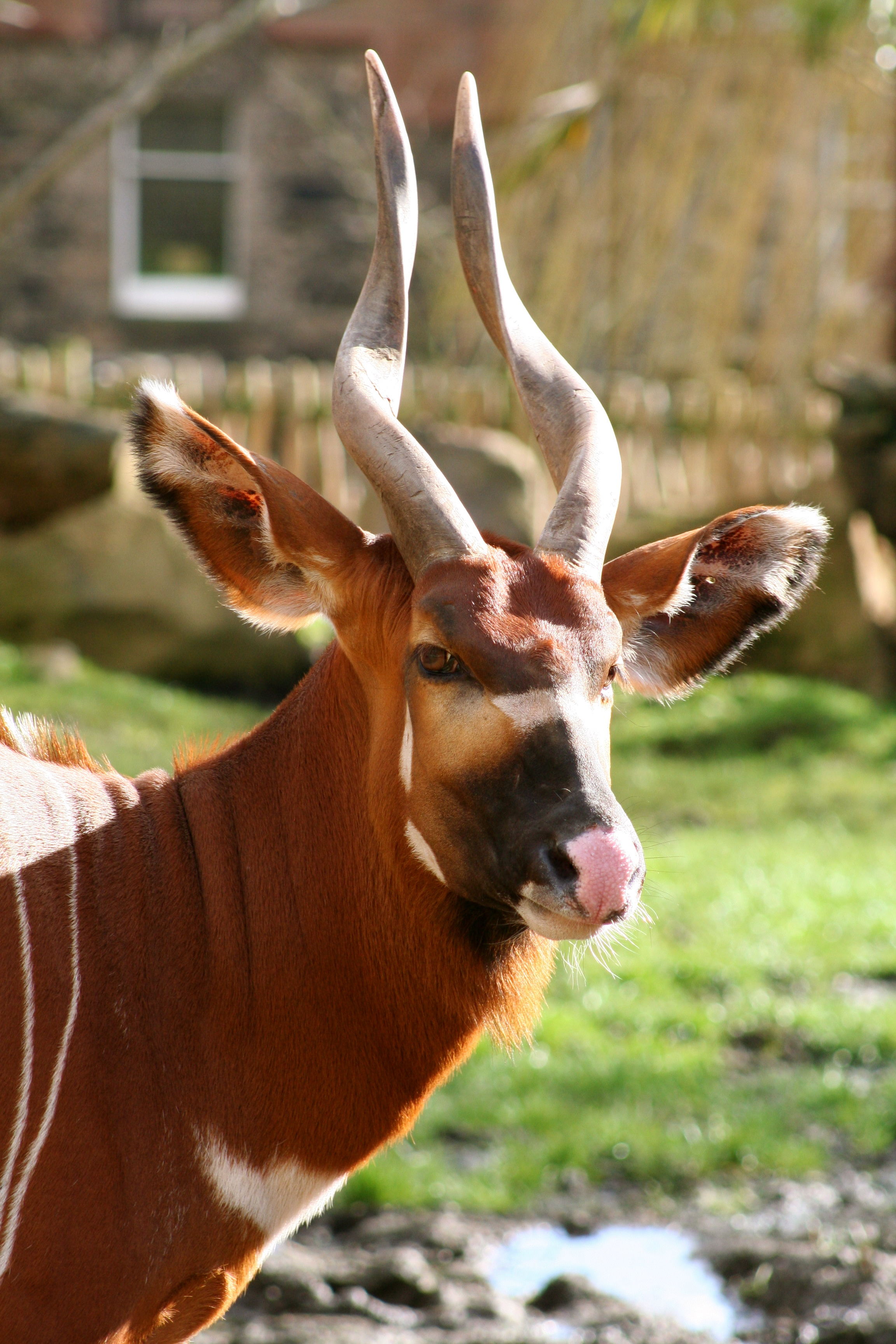
Bongo orientale presso lo zoo di Edimburgo

Sono disponibili poche stime sulla densità delle popolazioni del bongo in natura. Ipotizzando una densità di popolazione media di 0,25 animali per km2 nelle regioni in cui è noto che l'animale sia comune e/o abbondante, e 0,02 per km2 altrove, e con un'area totale di occupazione di 327.000 km2, si suggerisce una stima della popolazione totale di circa 28.000. Solo il 60% circa della popolazione si trova in aree protette, il che suggerisce che il numero effettivo della sottospecie occidentale potrebbe essere solo poche decine di migliaia. In Kenya, il loro numero è diminuito in modo significativo e sul Monte Kenya sono stati estirpati nell'ultimo decennio a causa della caccia illegale con i cani. Sebbene manchino le informazioni sul loro stato in natura, i bonghi occidentali non sono attualmente considerati in pericolo.
I bongo sono suscettibili a malattie come la peste bovina, che ha quasi sterminato la specie durante il 1890, oltre a soffrire di gozzo. Nel corso della malattia, le ghiandole tiroidee si ingrandiscono notevolmente (fino a 10 x 20 centimetri) e possono diventare policistiche. La patogenesi del gozzo nel bongo può riflettere una miscela di predisposizione genetica accoppiata a fattori ambientali, incluso un periodo di esposizione a un goitrogeno. Oltre ai predatori naturali con cui condivide l'habitat, il bongo viene cacciato anche dagli esseri umani per la loro pelle colorata, le corna e la carne, essendo la specie una fonte locale comune di bushmeat. Le popolazioni di bongo sono state notevolmente ridotte dalla caccia, dal bracconaggio e dalla cattura di questi animali, sebbene esistano alcuni rifugi in aree protette.
Sebbene i bongo siano abbastanza facili da catturare usando le trappole, tra molti popoli nativi vi era la credenza che nutrirsi della carne del bongo, o solamente toccando l'animale, avrebbero avuto spasmi simili ad una crisi epilettica. Grazie a queste superstizioni, i bongo sono stati perlopiù risparmiati dalle popolazioni locali. Tuttavia, si dice che questi tabù non esistano più, il che potrebbe spiegare l'aumento della caccia da parte dei nativi negli ultimi tempi.